# Przejście graniczne Zebrzydowice-Petrovice u Karviné
Przejście graniczne Zebrzydowice-Petrovice u Karviné – polsko-czeskie kolejowe przejście graniczne w województwie śląskim, w powiecie cieszyńskim, miejscowości Zebrzydowice, zlikwidowane w 2007.

## Opis
Miejsce odprawy granicznej ruchu osobowego odbywało się w miejscowości Petrovice u Karviné oraz na odcinku Katowice – Ostrawa. Natomiast ruchu towarowego odbywało się w obu miejscowościach granicznych. Przejście graniczne było czynne całodobowo. Dopuszczony był ruch osobowy i towarowy oraz mały ruch graniczny. Kontrolę graniczną osób, towarów i środków transportu wykonywała Graniczna Placówka Kontrolna Straży Granicznej w Zebrzydowicach (GPK SG w Zebrzydowicach). Przejście graniczne zlokalizowano na szlaku linii kolejowej nr 93.
W dniu 21 grudnia 2007 na mocy układu z Schengen przejście graniczne zostało zlikwidowane.

### Przejścia graniczne z Czechosłowacją
W okresie istnienia Czechosłowackiej Republiki Socjalistycznej funkcjonowały w tym miejscu polsko-czechosłowackie przejścia graniczne:
- małego ruchu granicznego Zebrzydowice-Petrovice – I kategorii. Czynne było codziennie w czasie przejazdu pociągów osobowych. Dopuszczony był ruch osób i środków transportu na podstawie przepustek z wszelkich względów przewidzianych w Konwencji[3]. Kontrola celna wykonywana była przez organy celne[4].
- kolejowe Zebrzydowice. Czynne było codziennie przez całą dobę. Dopuszczony był ruch osobowy i towarowy[5]. Kontrolę graniczną osób, towarów i środków transportu wykonywała Graniczna Placówka Kontrolna Zebrzydowice (GPK Zebrzydowice).

W październiku 1945 na granicy polsko-czechosłowackiej, w ramach tworzących się Wojsk Ochrony Pogranicza utworzono Przejściowy Punkt Kontrolny Zebrzydowice – kolejowy I kategorii.
W okresie II RP istniało kolejowe przejście graniczne Zebrzydowice-Petrovice (punkt przejściowy). Odprawa graniczna i celna odbywała się na stacjach kolejowych: po stronie polskiej w miejscowości Zebrzydowice (Polski urząd celny Zebrzydowice) i po stronie czechosłowackiej w miejscowości Petrovice (Czechosłowacki urząd celny Petrovice u Bohumina). Dopuszczony był ruch osobowy, towarowy i mały ruch graniczny – przekraczanie granicy odbywało się na podstawie przepustek: jednorazowych, stałych i gospodarczych. Stacja zdawczo-odbiorcza znajdowała się w miejscowości Zebrzydowice. Przejście graniczne znajdowało się w ciągu kolejowej drogi celnej Dziedzice – Bohumin. 

## Galeria

Przejście graniczne Zebrzydowice-Petrovice u Karviné
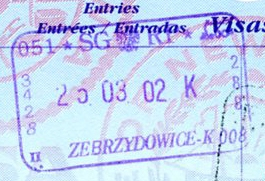
Stempel polskiej kontroli granicznej (marzec 2002)
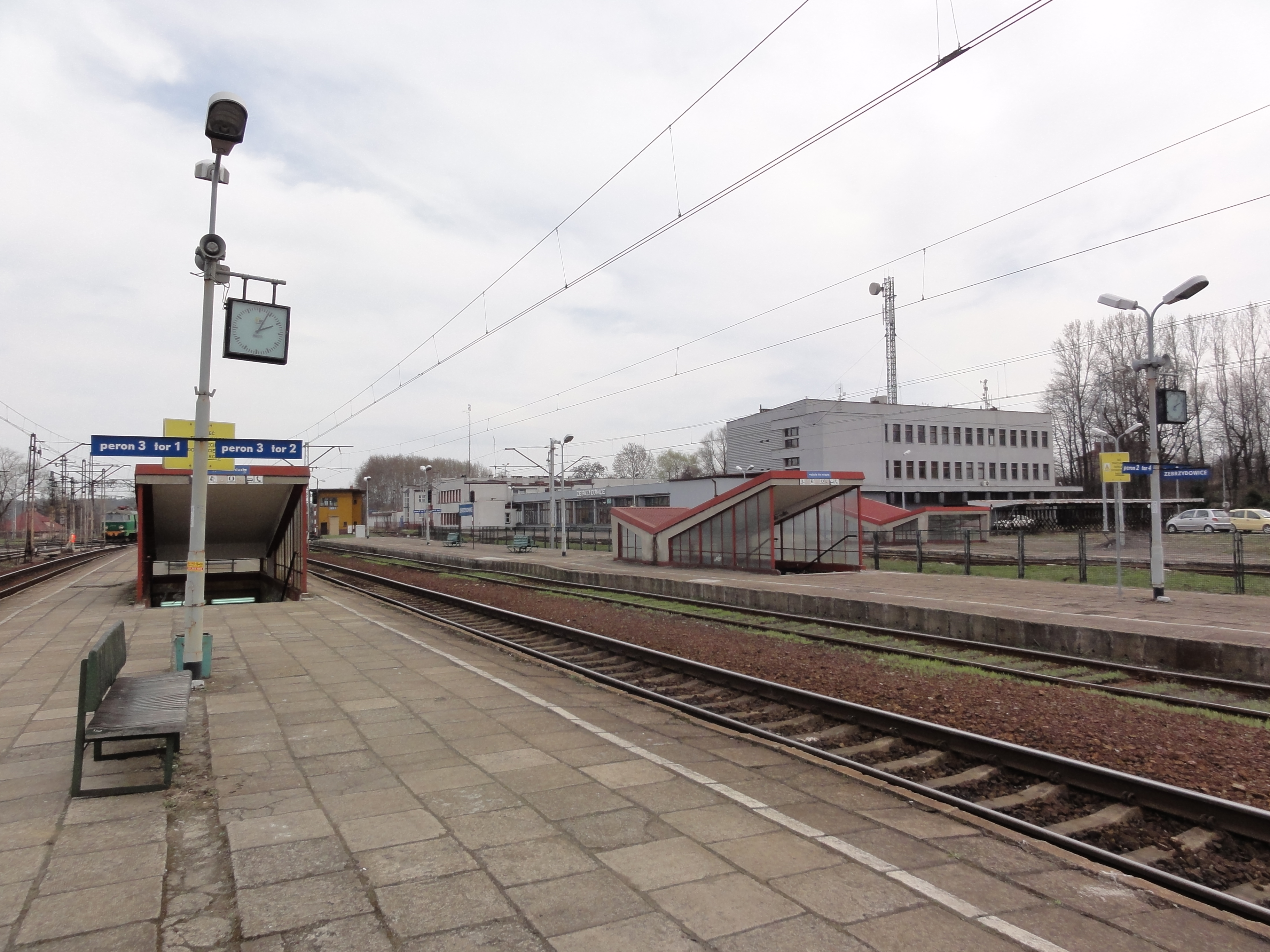
Stacja kolejowa Zebrzydowice – miejsce kontroli granicznej ruchu towarowego
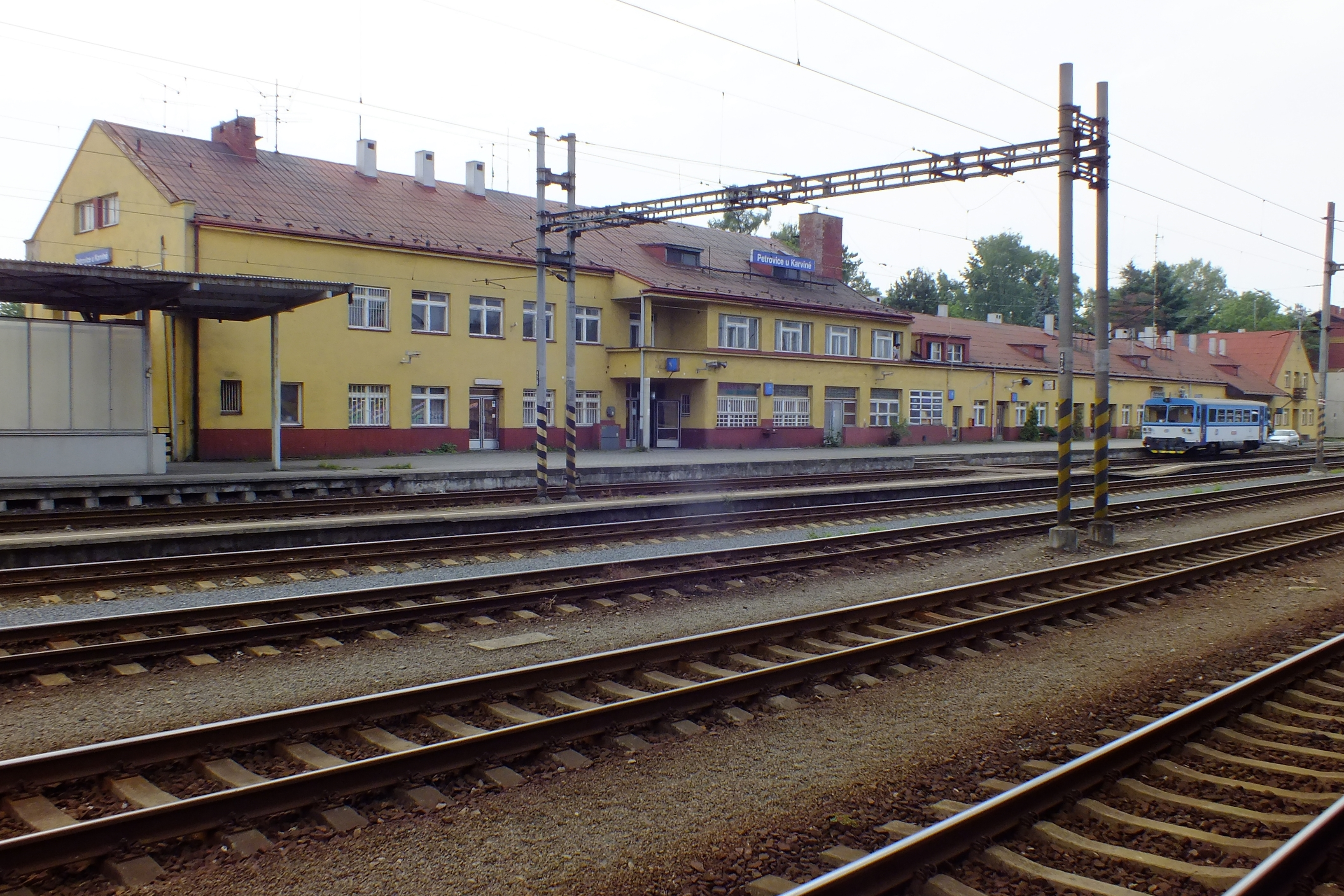
Stacja kolejowa Petrovice u Karviné – miejsce kontroli granicznej ruchu osobowego (sierpień 2015)